# Studernheim (Wüstung)
Studernheim ist eine vollständige Ortswüstung im Bereich der Siedlung Hammerau auf der Gemarkung von Weiler, einem Stadtteil der Großen Kreisstadt Sinsheim im Rhein-Neckar-Kreis im nördlichen Baden-Württemberg.
Der Ursprung der Besiedlung jener Stelle liegt im Dunkeln, doch entspricht die Lage der Wüstung im gerodeten Tal des Ilvesbaches dem fränkischen Besiedlungsschema des gesamten Kraichgaus und mag der fruchtbare Lößboden auch mit zur Besiedelung beigetragen haben. Der Ort wird erstmals 1369 im Pfälzischen Zinsbuch genannt. Gemäß den aufgeführten Abgaben hat damals mindestens ein Hof in Studernheim bestanden. In späteren Erwähnungen werden nur noch Abgaben aus Wiesen und ähnlichem erwähnt. Aus dem Kontext der Erwähnung in der Beschreibung der Amtskellerei Hilsbach von 1670 kann geschlossen werden, dass der inzwischen Staudern genannte Ort damals schon nicht mehr bestand. Im 18. Jahrhundert wird der abgegangene Ort neben Staudern auch Stautenheim, Staudenheim und Staudernheim genannt, im 19. Jahrhundert hat sich die Bezeichnung Staudern durchgesetzt, die heute noch das Flurstück an der Stelle der abgegangenen Siedlung trägt.
In der gesamten Rodungsschneise um die in den 1960er Jahren angelegte Siedlung Hammerau wurden historische Siedlungsspuren gefunden. In den Wiesen nordöstlich der Siedlung fanden sich Keramik- und Ziegelscherben sowie Wälle und sonstige Flurrelikte. In diesem Bereich dürfte sich die Siedlung Studernheim befunden haben. Südwestlich der Hammerau geben grundrissartige Schattenmerkmale im Boden Hinweise auf weitere mögliche Siedlungsspuren. Im Wald nördlich der Verbindungsstraße vom Birkenauerhof zur Hammerau befinden sich Hügel und Reste einer gemauerten Wiesenentwässerung, die ebenfalls im Zusammenhang mit der Siedlung Studernheim stehen.
Die aufgefundenen Relikte belegen eine spätmittelalterliche Besiedlung der Stelle, etwa vom 13. bis zum 15. Jahrhundert. Spätere Relikte wie Bewässerungssysteme weisen nur noch auf eine Bewirtschaftung der Fluren bis ins beginnende 19. Jahrhundert hinein hin. Die Gründe für die Aufgabe des Ortes sind unbekannt, der spätmittelalterliche Zeitpunkt der Aufgabe fällt jedoch in eine sich über ganz Europa erstreckende Wüstungsperiode. Als mögliche Ursachen für die Aufgabe des Ortes kommen die spätmittelalterliche Siedlungskonzentration, die Ausdehnung der gutsherrlichen Eigenwirtschaft oder auch Seuchen in Betracht.